# FBXL2
FBXL2 (англ. F-box and leucine rich repeat protein 2) – білок, який кодується однойменним геном, розташованим у людей на короткому плечі 3-ї хромосоми.  Довжина поліпептидного ланцюга білка становить 423 амінокислот, а молекулярна маса — 47 062.
| 10         |  | 20         |  | 30         |  | 40         |  | 50         |
| ---------- |  | ---------- |  | ---------- |  | ---------- |  | ---------- |
| MVFSNNDEGL |  | INKKLPKELL |  | LRIFSFLDIV |  | TLCRCAQISK |  | AWNILALDGS |
| NWQRIDLFNF |  | QTDVEGRVVE |  | NISKRCGGFL |  | RKLSLRGCIG |  | VGDSSLKTFA |
| QNCRNIEHLN |  | LNGCTKITDS |  | TCYSLSRFCS |  | KLKHLDLTSC |  | VSITNSSLKG |
| ISEGCRNLEY |  | LNLSWCDQIT |  | KDGIEALVRG |  | CRGLKALLLR |  | GCTQLEDEAL |
| KHIQNYCHEL |  | VSLNLQSCSR |  | ITDEGVVQIC |  | RGCHRLQALC |  | LSGCSNLTDA |
| SLTALGLNCP |  | RLQILEAARC |  | SHLTDAGFTL |  | LARNCHELEK |  | MDLEECILIT |
| DSTLIQLSIH |  | CPKLQALSLS |  | HCELITDDGI |  | LHLSNSTCGH |  | ERLRVLELDN |
| CLLITDVALE |  | HLENCRGLER |  | LELYDCQQVT |  | RAGIKRMRAQ |  | LPHVKVHAYF |
| APVTPPTAVA |  | GSGQRLCRCC |  | VIL        |  |            |  |            |

A: Аланін

C: Цистеїн

D: Аспарагінова кислота

E: Глутамінова кислота

F: Фенілаланін

G: Гліцин

H: Гістидин

I: Ізолейцин

K: Лізин

L: Лейцин

M: Метіонін

N: Аспарагін

P: Пролін

Q: Глутамін

R: Аргінін

S: Серин

T: Треонін

V: Валін

W: Триптофан

Задіяний у таких біологічних процесах як взаємодія хазяїн-вірус, убіквітинування білків, поліморфізм, альтернативний сплайсинг. 
Білок має сайт для зв'язування з молекулою кальмодуліну, іоном кальцію. 
Локалізований у мембрані.